# Клод Штайнер
Клод Мішель Штайнер (6 січня 1935 — 9 січня 2017) — американський психотерапевт і письменник, який писав про транзакційний аналіз (ТА). В своїх творах зосереджувалися особливо на життєвих сценаріях, алкоголізмі, емоційній грамотності та міжособистісних силових іграх.
У 1970-х і 80-х роках Штайнер був засновником і практиком радикальної психіатрії, нового підходу у психотерапії, заснованого на соціальній теорії (відчуження), а не на медичній (індивідуальної патології). Під впливом прогресивних рухів того часу робота в цьому напрямку триває до теперішнього часу і набуває останнім часом визнання у всьому світі. Він також вважався засновником теорії під назвою «Економіка погладжувань».
В Україні відомий передовсім завдяки своїй книзі «Сценарії життя людей».

## Біографія
Штайнер народився у Парижі, Франція. Його батьки були австрійцями, мати — ашкеназі-єврейка, а батько — білий. Сім'я покинула Францію 1939 року напередодні приходу нацизму. Зрештою сім'я оселилася в Мексиці.
1952 року Штайнер поїхав до Сполучених Штатів на технічне навчання. 1957 року він познайомився і став послідовником Еріка Берна, психіатра та засновника школи психотерапевтичного аналізу. 1965 року він отримав ступінь доктора філософії з клінічної психології в Мічиганському університеті, Анн Арбор. Він був одним із засновників та викладачем Міжнародної асоціації транзакційного аналізу.
Поняття радикальної психіатрії вперше ввів канадський психіатр Ерік Берн, який був учителем Штейнера. Внесок Штейнера в основу цієї нині неіснуючої теорії склав його Маніфест, в якому викладені основні положення принципів теорії, такі як включення елементів припущень транзакційного аналізу (ТА) щодо психіатричної сфери та людей. Він став одним із засновників колективу радикальних терапевтів і багато писав про радикальну психіатрію у таких книгах та журналах, як «Радикальний терапевт».
Штайнер брав активну участь у політичних справах. Він виступав проти ролі Америки у війні у В'єтнамі і був відвертим критиком політики та дій США, що стосуються Латинської Америки.
Штайнер узагальнив свої погляди у висновку до свого трактату під назвою «Транзакційний аналіз в епоху інформації».
Штайнер помер на своєму ранчо в Юкая, Каліфорнія, 9 січня 2017 року у віці 82 років.